# Michael Donnellan
Michael Donnellan é um dos mais famosos dançarinos de música irlandesa (reel, sapateado irlandes). Iniciou com Michael Flatley em Riverdance e em Lord of the Dance. Notabilizou-se ao montar  seu próprio espetáculo Magic of The Dance.
Quatro vezes vencedor do All-Ireland World Championship de dança irlandesa.